# Entephria flavocingulata
Entephria flavocingulata là một loài bướm đêm trong họ Geometridae.